# Atletika na Letních olympijských hrách 2016 – chůze na 20 km muži
Závod v chůzi mužů na 20 km na Letních olympijských hrách 2016 v Rio de Janeiro proběhl 12. srpna a to ve čtvrti Recreio dos Bandeirante v západní části města.

## Výsledkové listiny

### 20 km - muži
| #                | Atlet                   | Země             | Čas     |
| ---------------- | ----------------------- | ---------------- | ------- |
| Zlatá medaile    | Wang Čen                | Čína             | 1:19:14 |
| Stříbrná medaile | Cchaj Ce-lin            | Čína             | 1:19:26 |
| Bronzová medaile | Dane Alex Bird-Smith    | Austrálie        | 1:19:37 |
| 4                | Caio Bonfim             | Brazílie         | 1:19:42 |
| 5                | Christopher Linke       | Německo          | 1:20:00 |
| 6                | Tom Bosworth            | Velká Británie   | 1:20:13 |
| 7                | Dajsuke Macunaga        | Japonsko         | 1:20:22 |
| 8                | Matteo Giupponi         | Itálie           | 1:20:27 |
| 9                | Esteban Soto            | Kolumbie         | 1:20:36 |
| 10               | Evan Dunfee             | Kanada           | 1:20:49 |
| 11               | Miguel Ángel López      | Španělsko        | 1:20:58 |
| 12               | Inaki Gomez             | Kanada           | 1:21:12 |
| 13               | Maniš Singh             | Indie            | 1:21:21 |
| 14               | Ever Palma              | Mexiko           | 1:21:24 |
| 15               | Éider Arévalo           | Kolumbie         | 1:21:36 |
| 16               | Ruslan Dmytrenko        | Ukrajina         | 1:21:40 |
| 17               | Kim Hyun-sub            | Jižní Korea      | 1:21:44 |
| 18               | Hagen Pohle             | Německo          | 1:21:44 |
| 19               | Jakub Jelonek           | Polsko           | 1:21:52 |
| 20               | Alexandros Papamichail  | Řecko            | 1:21:55 |
| 21               | Isamu Fudžisawa         | Japonsko         | 1:22:03 |
| 22               | Álvaro Martín           | Španělsko        | 1:22:11 |
| 23               | Pedro Gómez             | Mexiko           | 1:22:22 |
| 24               | Richard Vargas          | Venezuela        | 1:22:23 |
| 25               | Yerko Araya             | Chile            | 1:22:23 |
| 26               | Marius Žiūkas           | Litva            | 1:22:27 |
| 27               | Benjamin Thorne         | Kanada           | 1:22:28 |
| 28               | Máté Helebrandt         | Maďarsko         | 1:22:31 |
| 29               | Luis Fernando López     | Kolumbie         | 1:22:32 |
| 30               | Ersin Tacir             | Turecko          | 1:22:53 |
| 31               | João Vieira             | Portugalsko      | 1:23:03 |
| 32               | Anton Kučmín            | Slovensko        | 1:23:17 |
| 33               | Rhydian Cowley          | Austrálie        | 1:23:30 |
| 34               | Georgij Šejko           | Kazachstán       | 1:23:31 |
| 35               | Ihor Hlavan             | Ukrajina         | 1:23:32 |
| 36               | Hassanine Sebei         | Tunisko          | 1:23:44 |
| 37               | Daniel Pintado          | Ekvádor          | 1:23:44 |
| 38               | Nils Brembach           | Německo          | 1:23:46 |
| 39               | Čchen Ting              | Čína             | 1:23:54 |
| 40               | Nazar Kovalenko         | Ukrajina         | 1:24:40 |
| 41               | Paolo Yurivilca         | Peru             | 1:24:48 |
| 42               | Eiki Takahaši           | Japonsko         | 1:24:59 |
| 43               | Aljaksandr Ljachovič    | Bělorusko        | 1:25:04 |
| 44               | Lebogang Shange         | Jihoafrická rep. | 1:25:07 |
| 45               | Marco Antonio Rodríguez | Bolívie          | 1:25:11 |
| 46               | Alex Wright             | Irsko            | 1:25:25 |
| 47               | Artur Brzozowski        | Polsko           | 1:25:29 |
| 48               | Erik Tysse              | Norsko           | 1:26:06 |
| 49               | Kévin Campion           | Francie          | 1:26:22 |
| 50               | Erick Barrondo          | Guatemala        | 1:27:01 |
| 51               | Juan Manuel Cano        | Argentina        | 1:27:27 |
| 52               | Julio César Salazar     | Mexiko           | 1:27:38 |
| 53               | Sérgio Vieira           | Portugalsko      | 1:27:39 |
| 54               | Hamid Reza Zouravand    | Írán             | 1:27:45 |
| 55               | Francisco Arcilla       | Španělsko        | 1:27:50 |
| 56               | José María Raymundo     | Guatemala        | 1:29:07 |
| 57               | Choe Byeong-kwang       | Jihoafrická rep. | 1:29:08 |
| 58               | Wayne Snyman            | Jihoafrická rep. | 1:29:20 |
| 59               | Marius Šavelskis        | Litva            | 1:29:26 |
| 60               | Nguyễn Thành Ngưng      | Vietnam          | 1:30:01 |
| 61               | Byun Young-jun          | Jižní Korea      | 1:30:38 |
| 62               | Mert Atlı               | Turecko          | 1:31:36 |
| 63               | Moacir Zimmermann       | Brazílie         | 1:33:58 |
|                  | Samuel Ireri Gathimba   | Keňa             | DNF     |
|                  | Simon Wachira           | Keňa             | DNF     |
|                  | Perseus Karlström       | Švédsko          | DNF     |
|                  | Dzjanis Simanovič       | Bělorusko        | DNF     |
|                  | José Alessandro Bagio   | Brazílie         | DNF     |
|                  | Andrés Chocho           | Ekvádor          | DSQ     |
|                  | Mauricio Arteaga        | Ekvádor          | DSQ     |
|                  | Ganapatí Krišnan        | Indie            | DSQ     |
|                  | Łukasz Nowak            | Polsko           | DSQ     |
|                  | Quentin Rew             | Nový Zéland      | DSQ     |
|                  | Gurmeet Singh           | Indie            | DSQ     |